# Nigeria (geslacht)
Nigeria is een geslacht van uitgestorven kreeftachtigen uit de klasse van de Ostracoda (mosselkreeftjes).

## Soorten
- Nigeria argentinensis (Bertels, 1975) Bertels-psotk, 1995 †
- Nigeria grekoffi (Reyment, 1960) Bertels-psotka, 1995 †
- Nigeria inornata (Bertels, 1975) Bertels-Psotka, 1995 †
- Nigeria jaguelensis (Bertels, 1975) Bertels-Psotka, 1995 †
- Nigeria nigeriensis (Reyment, 1960) Bertels-Psotka, 1995 †
- Nigeria punctata (Bertels, 1968) Bertels-psotka, 1995 †
- Nigeria tumida (Bertels, 1975) Bertels-Psotka, 1995 †
- Nigeria ughelli (Reyment, 1960) Bertels-psotka, 1995 †